# Breedsnuithalfmaki
De breedsnuithalfmaki of Bandro (Prolemur simus) is een zoogdier uit de familie van de maki's (Lemuridae). De wetenschappelijke naam van de soort werd voor het eerst geldig gepubliceerd door John Edward Gray in 1871.

## Beschrijving
De breedsnuithalfmaki heeft een dichte, kortharige grijsbruine vacht. Van onder zijn de halfmaki's lichter gekleurd en de kop, schouders en bovenste ledematen zijn meer roodbruin. De ronde kop is grijsbruin van kleur met een betrekkelijk korte en brede snuit.
Een volwassen breedsnuithalfmaki een kop-romplengte van 40 tot 42 cm, een staartlengte van 45 tot 48 cm en een lichaamsgewicht van 2,2 tot 2,5 kg.

## Leefgebied
Uit subfossielen blijkt dat de breedsnuithalfmaki ooit over heel Madagaskar verspreid voorkwam. Volgens onderzoek uit 2008 is het verspreidingsgebied ingekrompen tot een paar restanten regenwoud in het zuidoosten en midden zuiden van het eiland (zie verspreidingskaart). Het leefgebied is regenwoud waarin ook de Madagaskarreuzenbamboe (Cathariostachys madagascariensis) groeit. Deze halfmaki eet bijna uitsluitend (95%) de jonge scheuten, bladeren en het merg van deze bamboesoort. Daarnaast bleek uit onderzoek dat hij nog zeven andere soorten planten eet.

## Bedreigingen
De breedsnuithalfmaki behoort tot de 25 meest bedreigde soorten primaten. Volgens onderzoek uit 2008 waren er toen nog 100 tot 160 dieren over in een klein aantal onderling geïsoleerd voorkomende populaties.
Het leefgebied van de breedsnuithalfmaki wordt bedreigd door zwerflandbouw, omzetting van bos in landbouwgebied, mijnbouwactiviteiten, illegale houtkap, de oogst van bamboe, jacht en het gebrek aan water door klimaatverandering. Daarom staat de breedsnuithalfmaki als ernstig bedreigd op de internationale rode lijst.